# Пул
Пул (енгл. Poole) је град у Енглеској грофовији Дорсет, Уједињено Краљевство. Према процени из 2007. у граду је живело 152.389 становника.

## Становништво
Према процени, у граду је 2008. живело 152.389 становника.
| 1981.   | 1991.   | 2001.   |
| ------- | ------- | ------- |
| 122,815 | 138,479 | 144,800 |